# Auf dem Tanzboden
Auf dem Tanzboden (På dansgolvet), op. 454, är en såsom Musikalisk illustration (Musikalische Illustration) betecknad komposition av Johann Strauss den yngre. Den spelades första gången den 22 oktober 1893 i Gyllene salen i Musikverein i Wien. 

## Historia

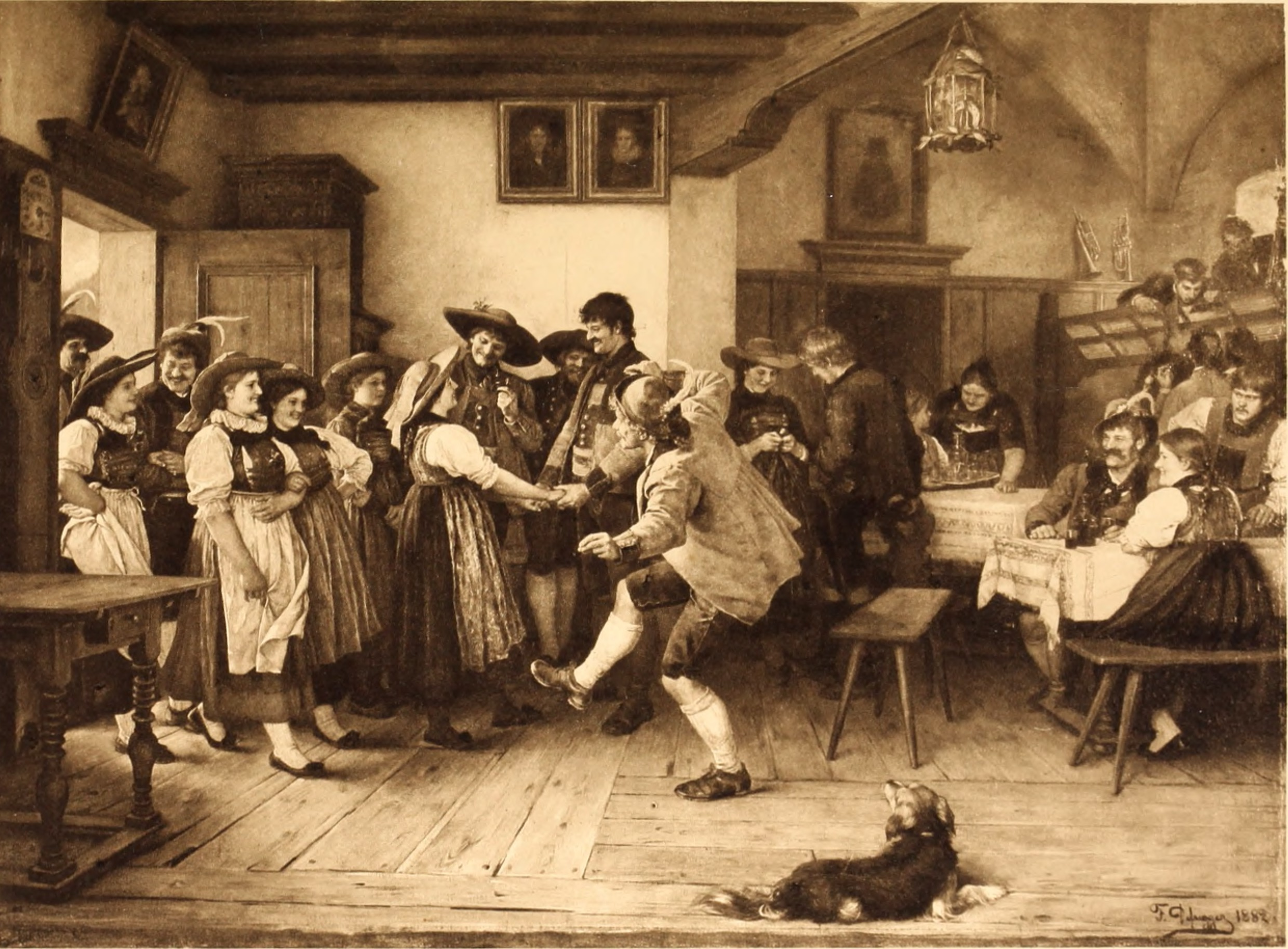
Franz Defreggers målning Ankunft auf dem Tanzboden.

Målaren Franz Defregger avbildade gärna det rustika bondelivet i Tyrolen och tyrolarnas kamp för frihet. I april 1892 visades hans målning Ankunft auf dem Tanzboden (Ankomst till dansgolvet) på Wiens "Künstlerhaus". Tidningen Neue Freie Presse recenserad tavlan (7 april) och menade att: "Defreggers senaste målning 'Auf dem Tanzboden' är utan tvekan det bästa som konstnären har åstadkommit de senaste åren. Trots att han redan har behandlat ämnet tidigare är det ingen upprepning; den innehåller en rad av lyckliga, glada figurer, [och] den är komponerad med ett charmerande ljussättning och harmoniska färger". Målningen köptes av Johann Strauss och inspirerade honom till en större komposition som en musikalisk illustration till tavlan. 
Projektet fullbordades aldrig helt ut då verket slutar där en vals var tänkt att starta. Allt som återstår är en utökad inledning. Manuskriptet visar att Strauss kommit så långt som att skriva de första takterna av öppningsvalsen, men sedan kryssat över dem och ersatt slutet med finalen av Auf dem Tanzboden. Vidare framgår det att Strauss tänkt sig att använda en cittra vid framförandet av verket. Han skrev till brodern Eduard Strauss: "Defregger-stycket kräver absolut en cittraspelare". Men i partituret finns endast en notering om två flöjter "för den händelse ingen cittra är till handa". Trots Johann Strauss iver att inkludera en cittra finns det heller inget beskrivet att en sådan förekom vid det första framförandet av Auf dem Tanzboden i Musikverein den 22 oktober 1893, då Eduard dirgerade Capelle Strauss vid en av sina söndagskonserter.

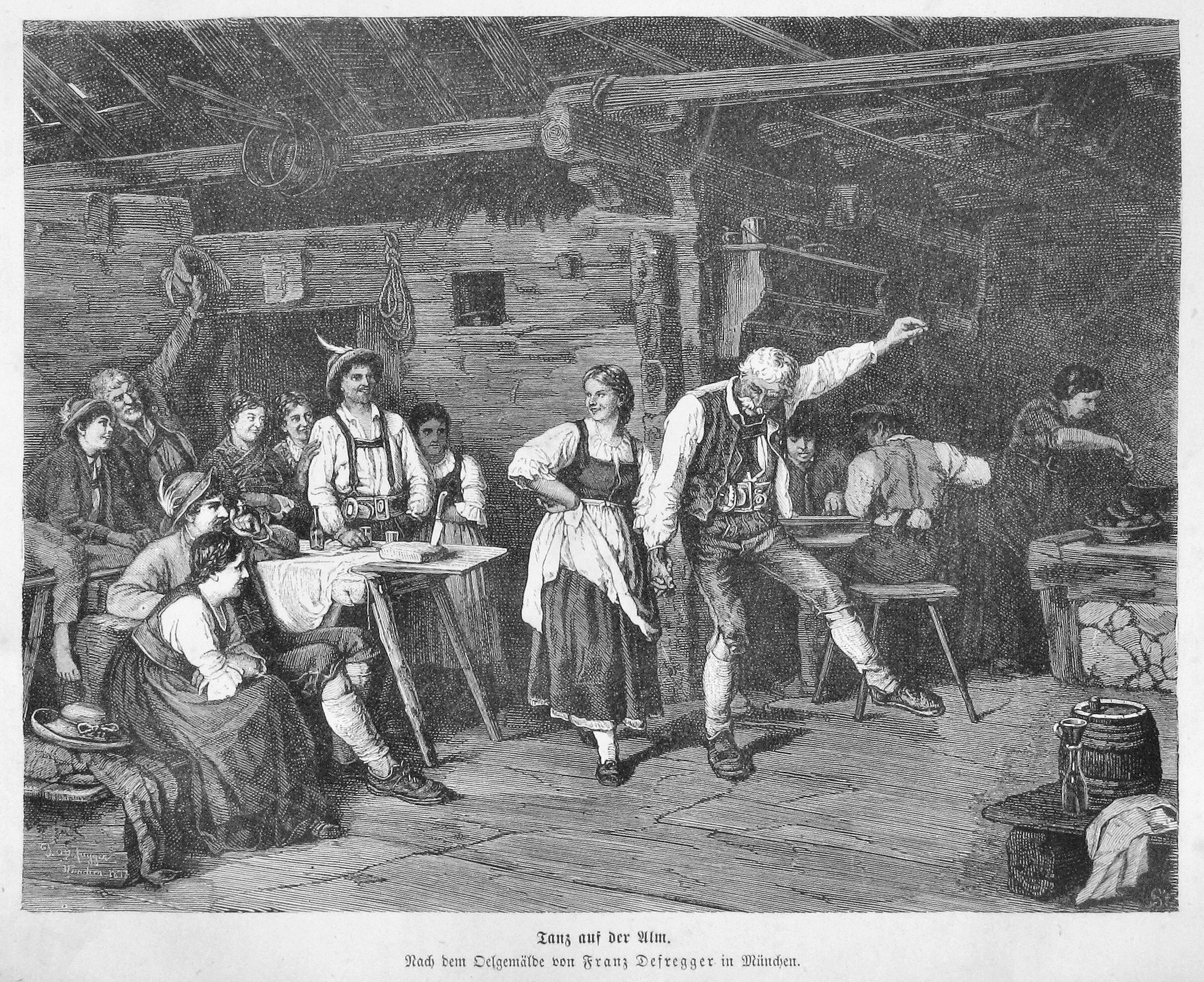
'Tanz auf der Alm'.

Verket publicerades först den 4 mars 1894 av Strauss förläggare Gustav Lewy. Klaverutdraget bär kompositörens dedikation "Till den store mästaren Franz Defregger i ödmjukhet" och framsidan pryds av en bild av Defreggers målning tillsammans med porträtt av konstnären och Johann Strauss. Innan publiceringen av Strauss komposition hade Lewy skrivit till Defregger och berättat om framsidan. Defregger svarade i ett brev tillbaka den 7 januari 1894: "Då maestro Strauss har varit så vänlig att tillägna mig ett musikstycke, hyser jag inga betänkligheter och kan med rent samvete ge mitt tillstånd till att mitt porträtt avbildas på titelsidan". 
Senare återgäldade Defregger vänligheten genom att skänka Strauss målningen Tanz auf der Alm med orden: "Strauss spelar violin idag - Till den store maestron Johann Strauss från hans tacksamme beundrare Franz v. Defregger". Målningen hängdes upp i Strauss arbetsrum. Följande år, då Strauss och hustrun Adèle besökte München för att bli avmålade av Franz von Lenbach (se Trau, schau, wem! op. 463), passade de på att umgås med Defregger och hans hustru. Vid ett tillfälle delade de loge på Residenztheater för en föreställning av Mozarts opera Figaros bröllop dirigerad av Hermann Levi.

## Om verket
Speltiden är ca 4 minuter och 7 sekunder plus minus några sekunder beroende på dirigentens musikaliska tolkning.

## Weblänkar
- Auf dem Tanzboden Musikalische Illustration i Naxos-utgåvan.